# Туризм в Ладакхе

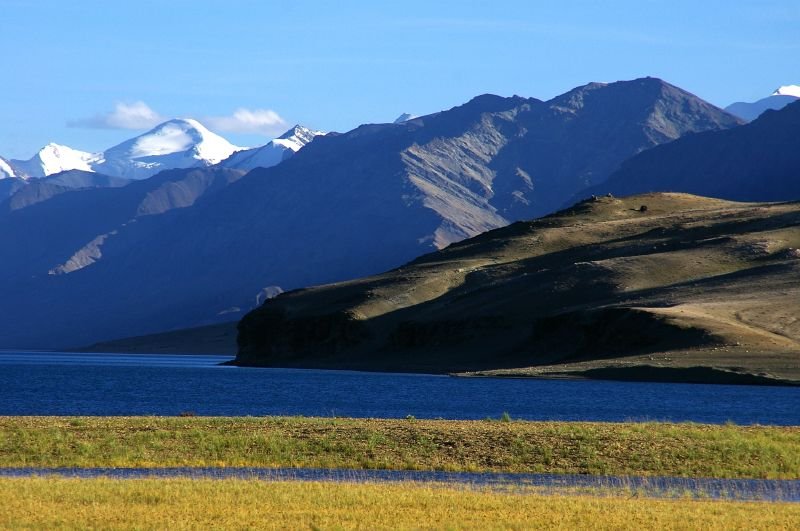
Ладакх славится красивой природой

Ладакх (тиб. ལ་དྭགས་, Вайли: la dwags хинди लदाख, урду لدّاخ‎, произн. lədˈdaːx), примерно можно перевести как «страна высоких перевалов», это регион, который условно можно обозначить как гористую местность между Каракорумом и Гималаями, ныне в составе Индии, разделён на два округа Лехом и Каргилом. Лех кроме того является самым большим округом Индии.
Первые туристы появились в Ладакхе в XIX веке. В XX веке английские чиновники освоили маршрут Сринагар-Лех с 14-ю остановками. В Шимле и Сринагаре появились агентства, предлагавшие охоту, рыбалку, отдых, экскурсии по Ладакху, взыскательные клиенты нанимали много носильщиков и даже брали с собой кровати, которые несли на руках носильщики. Артур Невис описал это в книге The Tourist’s Guide to Kashmir, Ladakh and Skardo, опубликованной в 1911 году. Сегодня в Ладакхе каждый год бывает 18 000 туристов. С охотой стало сложнее, но интерес побродить по горам или посмотреть древние монастыри сохраняется.

## Транспорт
Основные коридоры для попадания в Ладакх — перевал Зоджи Ла и Каргильская дорога от Сринагара и Кашмирской долины, и шоссе Лех-Манали из Химачал-Прадеша. Шоссе открыто с мая по октябрь/ноябрь, в остальное время снега закрывают перевалы. Дорога Сринагар-Лех открыта с апреля/мая по ноябрь/декабрь, причина та же — снег. Из лехского аэропорта ежедневно отлетают самолёты компании Jet Airways и Индийских авиалиний в Дели, и каждую неделю в Сринагар.

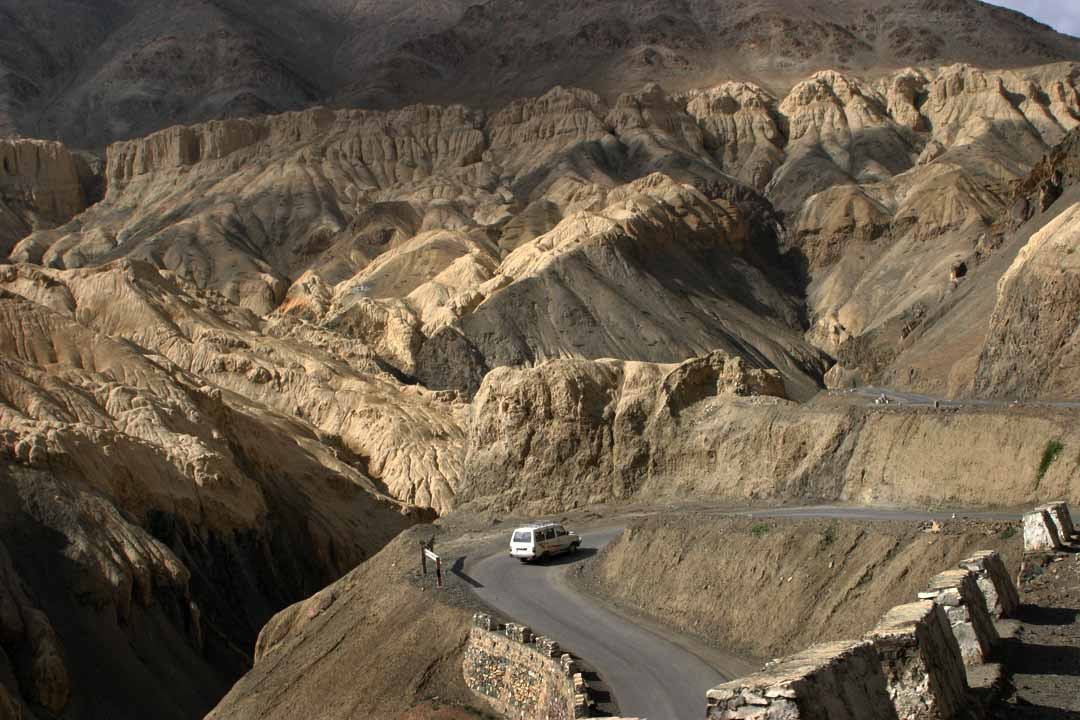
Автомобиль на Лех-Каргильском шоссе

В Ладакхе меньше 1000 км дорог с твёрдым покрытием, в основном это дорога Сринагар-Лех-Манали. Из Леха ходят маршрутные автобусы до некоторых деревень, также можно нанять такси. Грузовики на дорогах часто берут попутчиков за полцены проезда на автобусе. Карта автомобильных и пешеходных дорог в Ладакхе такая, что иногда легче ехать по одной дороге, перейти через тропу на другую и сесть на машину там, вместо того, чтобы найти объездной путь. Сейчас движение стало более насыщенным и люди стали меньше ходить по автомобильным дорогам.

## Места
Туристы посещают такие места, как Лех, Драс, долина Суру, Каргил, Занскар, Зангла, Рангдум, Падум, Фуктал, Сани Гомпа, Тонди, Шайок, Саку, Солёная долина. Популярны треки Манали-Лех, Нубра, долина Инда, Маркха, трек по ладакхским монастырям, Южный Зангскар, Транс-Занскарская экспедиция, Спити-Ладакх, Спити-Питок-Хемис, Рупшу, солёные озёра, ледник Чадар, Падум-Фуктал, Падум-Дарча, Паникхар-Хенискот, Падум-Манали, Ламаюру-Марцеланг, Ламаюру— Аличи, Калла Паттарский трек, Пахалгам-Суру, Киннаур-Спити-Ладакх, Цоморари и Манали-Лех.

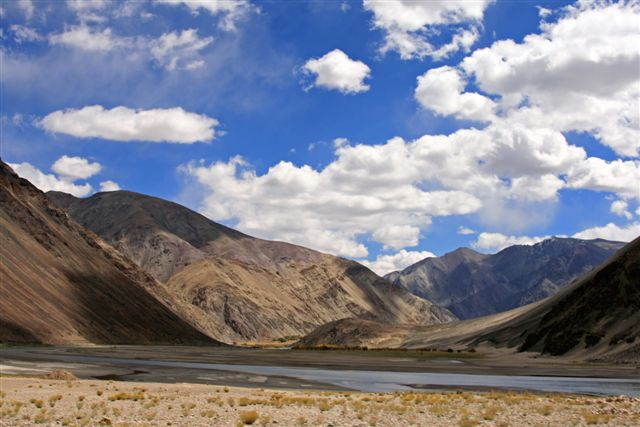
Горный пейзаж Ладакха

Точные карты маршрутов доступны в Индии, а теперь и за рубежом.

## Границы и пропуска
Лех и Каргил свободны для посещения туристов, но для некоторых местностей необходим «внутренний пропуск». Пропуск получают для посещения Нубрской долины; Пангонг-цо и Дурбука; Цоморари и Цокара, а также Инда восточнее Упши; Дха-хану и Инда северо-западнее Кхалаце. Эти пропуска выдают в Лехе, иностранные туристы предъявляют свои визы.
Контрольно-пропускные пункты следят, чтобы иностранцы без разрешения не попадали в приграничную зону. Так, иностранцев останавливают на подъездах к озеру Пангонг, но только со стороны деревень Пхобранг, Мерак, Маан или Чушул, можно подъехать с другой стороны; если путешествовать по Инду, то восточнее моста Махе также не пропускают. В Нубре: до Панамика на севере и Хундара на западе.
Границы с Пакистанским Балтистаном и китайским Тибетом полностью перекрыты войсками.